# Neon Joe, Werewolf Hunter
Neon Joe, Werewolf Hunter è una serie televisiva statunitense del 2015, creata da Jon Glaser.
Inizialmente è stata trasmessa come miniserie di cinque episodi, trasmessi consecutivamente ogni notte. La prima stagione è stata girata a Palisades a New York e dintorni.
La serie è stata trasmessa per la prima volta negli Stati Uniti su Adult Swim dal 7 dicembre 2015 al 26 maggio 2017, per un totale di 10 episodi ripartiti su due stagioni.
In un'intervista del novembre 2015, Glaser ha dichiarato che la serie potrebbe più di una "semplice miniserie" se viene generato abbastanza interesse. Turner ha rilasciato un comunicato stampa il 12 maggio 2016 confermando che Neon Joe, Werewolf Hunter sarebbe tornato per un'altra stagione. La seconda stagione è stata presentata in anteprima il 22 maggio 2017.

## Episodi
| Stagione         | Episodi | Prima TV USA | Prima TV Italia |
| ---------------- | ------- | ------------ | --------------- |
| Prima stagione   | 5       | 2015         | inedita         |
| Seconda stagione | 5       | 2017         | inedita         |

## Personaggi e interpreti
- Neon Joe (stagioni 1-2), interpretato da Jon Glaser.
- Cleve Menu (stagioni 1-2), interpretato da Steve Little.
- Sonny Cocoa (stagione 1), interpretato da Scott Adsit.
- Sceriffo Dalton (stagione 1), interpretato da Steve Cirbus.
- Sindaco Carol Blanton (stagione 1), interpretata da Stephanie March.
- Vance Dontay (stagione 2), interpretato da Edoardo Ballerini.
- Plaid Jeff (stagione 2), interpretato da Godfrey.
- Ashley (stagione 2), interpretata da Shannon O'Neill.
- Yuri (stagione 2), interpretato da Aleks Shaklin.
- Archibald Scoop (stagione 2), interpretata da Dolly Wells.